# Tengermellék-Hegyvidék megye
Tengermellék-Hegyvidék megye (horvátul Primorsko-goranska županija) Nyugat-Horvátországban helyezkedik el, ide tartozik a Kvarner-öböl és Horvátország északi tengerpartja is, valamint a hegyvidék egy része is. Székhelye Fiume.
A megyéhez tartozik Krk, Cres, Lošinj és Rab szigete is.

## Közigazgatás
14 város és 22 község alkotja a megyét. Ezek a következők:
(Zárójelben a horvát név szerepel.)
| Városok: - Abbázia (Opatija) - Bakar - Cres - Crikvenica - Čabar - Delnice - Fiume (Rijeka) - Kastav - Krk - Mali Lošinj - Novi Vinodolski - Kraljevica - Rab - Vrbovsko | Községek (járások): - Baška - Brod Moravice - Brusići - Čavle - Dobrinj - Fužine - Jelenje - Klana - Kostrena - Lokve - Lopar - Lovran - Malinska-Dubašnica - Matulji - Mošćenička Draga - Mrkopalj - Omišalj - Punat - Ravna Gora - Skrad - Vinodol (Vinodolska općina) - Viškovo - Vrbnik |